# Tiberiu Dolniceanu
Tiberiu Alexandru Dolniceanu (* 3. dubna 1988 Jasy, Rumunsko) je rumunský sportovní šermíř, který se specializuje na šerm šavlí. Rumunsko reprezentuje od roku 2009. Na olympijských hrách startoval v roce 2012 a 2016 v soutěži jednotlivců a družstev. V soutěži jednotlivců se na olympijských hrách 2016 probojoval do čtvrtfinále. V roce 2013, 2014 a 2015 obsadil třetí místo na mistrovství světa v soutěži jednotlivců. V roce 2013 získal titul mistra Evropy v soutěži jednotlivců. S rumunským družstvem šavlistů vybojoval na olympijských hrách 2012 stříbrnou olympijskou medaili, v roce 2009 titul mistra světa a v roce 2012 obsadil s družstvem druhé místo na mistrovství Evropy.